# Von Bönninghausen
Von Bönninghausen (ook: von Bönninghausen tot Herinkhave) is een Nederlandse en Duitse adellijke familie.

## Geschiedenis
De geschiedenis van de familie begint met twee broers die in 1433 als getuigen optreden bij een oorkonde, waar hun wapenzegel aan hangt. De geslachtsnaam is dan Bodinchus (Bodynckuss,  Van Bodinchusen). Deze is ontleend aan een familiebezit met die naam bij Arnsberg, Sauerland (D). Telgen van de familie behoren tot de ridders van de Duitse Orde. Nadien is huis Apricke (Hemer) eigendom. Dit geeft toegang tot de ridderschap van het graafschap Mark dat verenigd was met het hertogdom Kleef. In de 16e eeuw zijn leden van de familie Von Bodinghausen (ook: Bodynckhuisen, Bönninghuisen) als Kleefs drost en waldgraaf woonachtig bij Kalkar (kasteel Monterberg, Horst). Tegen 1600 raakt de naamsvorm Von Bönninghausen definitief in gebruik. (Opmerkelijk genoeg bestaat de oude naam Van Bodinckhuijsen heden nog). 
Lothar Dietrich (1598-1657) is de meest spraakmakende persoon van het geslacht. Hij was keizerlijk veldmaarschalk en eerder -in 1634, met de rang van overste- tot Rijksbaron verheven. Lothar trouwde in de buurt van Straelen (boven Venlo) met Anna van Boetbergen (overleden in 1633). Verder had hij een natuurlijke zoon Ferdinand Lothar (1634-1684) bij Ursula Pape Wesseler (von Pape genaamd Wesseler). Een huwelijk lag niet voor de hand, omdat Ferdinands moeder te weinig adellijke voorouders had. De Westfaalse ridderschap stelde voor admissie namelijk als hoge eis dat de ouders van de "expectant", ieder voor zich, op acht adellijke overgrootouders kon bogen; de benodigde "seize quartiers". (Overigens was de zuster van Ursula wel stammoeder van de "Limburgse" tak Von Bönninghausen tot Walbeck). 
Ferdinand Lothar voerde naast de naam van zijn vader het volle familiewapen en werd tot de landadel gerekend. Hij werd heer van het vaderlijk huis Fresekenburg (Neheim). Bovendien zette hij de militaire traditie voort ten dienste van de keurvorst van Keulen en de vorst-bisschop van Munster. Ferdinand Lothar trouwde met Helena van Mom tot Erprath (huis bij Xanten) en sneuvelde in 1684 als overste (kolonel) der cavalerie bij Raab in Hongarije.

## Enkele telgen
Ferdinand Lothar von Bönninghausen (1634-1684), overste, stamvader van de Nederlandse en Duitse takken
- Caspar Lothar Dietrich von Bönninghausen, heer van Bremschede, Suttrop, Marpe en Darup (1661-1739), generaal-majoor, Landeshauptmann van Westfalen
  - Friedrich Christian von Bönninghausen, heer van Herinckhave (1723), Bremschede, Marpe, Darup enz. (1692-1771), luitenant-generaal, trouwde in 1723 met Johanna Maria Grubbe, erfdochter van Herinckhave en hertrouwde in 1744 met Maria Elisabeth von Dorgelo, eredame te Brussel bij Maria Anna van Habsburg (-Oostenrijk). Van hen Ernestus Ludovicus, die volgt, en Joseph Caspar Anton (1749-1800), heer van Bremschede en Marpe. Laatstgenoemde staat aan het hoofd van een Duitse tak.
    - Joseph Ernestus Ludovicus von Bönninghausen, heer van Herinckhave en Darup (1747-1812), majoor gardes, kamerheer van de keurvorst van Keulen, provisioneel representant van het volk van Overijssel; zie voor zijn zonen onder Nederlands nageslacht

  - Maria Aloysia von Bönninghausen trouwde ca. 1720 Michel Joseph van Beyens, heer van Grambais (bij Nijvel; B) en Houvigneul (in Artesië; F). Hun dochter Marie de Beyens de Grambais liet de erfenis na aan haar neef op Herinckhave (1812).

### Nederlands nageslacht
jhr. Franciscus Egon Philippus Joannes (Frans Egon) von Bönninghausen, heer van Herinckhave (1789-1849), vrederechter, in 1816 benoemd in de nieuw opgerichte ridderschap van Overijssel. Hij kwam officieel ook voor met de dubbele naam Von Bönninghausen tot Herinkhave.
- jhr. mr. Lodovicus Ernestus Franciscus Jacobus von Bönninghausen (1828-1910), burgemeester (1855-1910) en gemeentesecretaris van Tubbergen (1857-1906), lid Provinciale Staten van Overijssel (1857-1898), advocaat en procureur (1851-1891), trouwde in 1852 met Johanna Charlotte von Heyden tot Woninge (1824-1907). De echtelieden lieten Herinckhave ingrijpend moderniseren en verfraaien. Na zijn overlijden werd landgoed Herinckhave (650 ha.) in 1916 geveild en heeft de vierde zoon het bij die gelegenheid verworven.
  - jhr. Egon Johannes Josephus Stephanus von Bönninghausen (1856-1933), burgemeester van Weerselo (1884-1885) en van Borne (1885-1925). Onderscheiden als officier Oranje-Nassau
  - jhr. Paulus Frederikus Antonius Johannes von Bönninghausen (1858-1919), burgemeester van Lisse (1888-1919)
    - jhr. mr. Lodewijk Ernest Egon Antonius Maria von Bönninghausen tot Herinkhave (1893-1947), liet officieel de vanouds gevoerde toenaam 'tot Herinkhave' registreren (evenals zijn oom Lodewijk Ernest Maria), was kanselier Maltezer Orde, advocaat en procureur

  - jhr. Ernest Theresia Meinrad von Bönninghausen (1861-1920), assuradeur. Werd aanvankelijk met permissie van de Nederlandse overheid in 1880 Duits beroepsmilitair, waar hij echter als 2e luitenant der infanterie mee ophield in 1894. Vervolgens was hij in Nederland eigenaar van een verzekeringsmaatschappij. 
    - jhr. Egon Lodewijk Maria Theresia Joseph von Bönninghausen (1899-1943), NSB-burgemeester van Ootmarsum (1926-1939), commissaris in de provincie Overijssel (1941-1942), was tegen het bolsjewisme en werd soldaat aan het Oostfront
    - jhr. mr. Ernest Johannes Baptista Maria von Bönninghausen (1900-1973), advocaat en procureur, lid Eerste Kamer der Staten-Generaal voor de NSB (1937-1940), NSB-burgemeester van Hilversum (1940-1943) en Tubbergen (1943-1945)

  - jhr. mr. dr. Lodewijk Ernest Maria von Bönninghausen tot Herinkhave (1867-1965), woonde sinds 1931 op kasteel van Ruysbeek bij Kampenhout (B), hij deed Burg Hohes Haus (Nienborg, D) in een juridische stichting. Hij liet de reeds twee eeuwen gevoerde dubbele naam von Bönninghausen tot Herinkhave ook officieel registreren (bij arrest uit 1929 en definitief uit 1940). Lodi was advocaat en procureur en daarbij zowel een Nederlands als een Duits jurist; raakte betrokken bij de nasleep van het Mayerling Incident (1889) voor Hendrik graaf van Bylandt en Joanna Freiin von Vetsera
    - jhr. Lodewijk Eduard Diederik Sebastiaan von Bönninghausen tot Herinkhave (Burg Hohes Haus 1909 - Gronau 2005), burgemeester van IJzendijke (1938-1944 & 1946-1958), en van Terheijden (1958-1974) Lodi is in 1944 ondergedoken geweest te Brussel. Daarna keerde hij terug naar zijn geboortehuis, Burg Hohes Haus in Nienborg, dat hij aan het restaureren was. Von Bönninghausen was officieel Freiherr (baron). Voor zijn betrokkenheid op maatschappelijk en cultureel gebied werd hij onderscheiden als officier in de Orde van Oranje-Nassau en commandeur in de Orde van Sint-Gregorius.

jhr. Maximilianus Frederik Carel Frans von Bönninghausen, heer van de Eeshof (Tubbergen) (1793-1822), page van koning Lodewijk Napoleon, kapitein in Franse, vervolgens in Nederlandse dienst. Hij is in 1822 ingelijfd in de Nederlandse adel.
mr. dr. Clemens von Bönninghausen (1784-1864), studeerde Nederlands recht in Groningen en was vervolgens hier werkzaam, erfde van zijn vader huis Darup in Westfalen. Zie verder over hem aansluitend hierna.

### Duitse telgen
- Clemens Maria Franciscus von Bönninghausen, heer van Darup (1784-1864), jurist, architect, arts en pionier op het gebied van de homeopathie. Zijn nazaten kregen in 1932 officieel toestemming zich Freiherr (baron) te mogen noemen met als motief, dat de familie von Bönninghausen in de gehele 18e eeuw als baron bekendstond. (Criterium van 'verjaring', ofwel '100 jaar voeren van de titel').
- Julius Freiherr von Bönninghausen (Hollandshof bij Xanten 1875 - Coesfeld  1950). Hij had op huis Darup te Nottuln een paardenfokkerij voor drafpaarden, later voor volbloeds. Die moest hij echter in 1929 opgeven ten gevolge van de hyperinflatie. Julius bekleedde functies als voorzitter van de ren- en drafvereniging en als scheidsrechter. Tijdens de jaren dertig reeds liet hij zich herhaaldelijk kritisch uit over de dictatuur. Om die reden werd hij in 1940 door de Gestapo gearresteerd en  gevangen gezet. Door de ontberingen verzwakte zijn gezondheid. Als gevolg ervan zou hij er later aan overlijden. In 1946 werd hij door de overheid erkend als politiek vervolgde.
- Hermann von Bönninghausen (1888-1919), atleet bij de Olympische Spelen van 1908 en 1912 (had de bijnaam 'Ajax')
- Dr. Albert Freiherr von Bönninghausen (1897-1992), burgemeester van Oedt (1930), verklaard tegenstander van de NSDAP en werd in verband daarmee overgeplaatst naar de gemeente Korschenbroich (1934; tegen geringe wedde als repercussie), door de Engelsen nadien opnieuw burgemeester van Oedt (1947), schonk aan de gemeente Venlo (NL) het omvangrijke huisarchief van kasteel Arcen, na eerder bezwaar van de Duitse overheid.
- Wilhelm Friedrich Freiherr von Bönninghausen (1906-1945), onderofficier, bleef onopvallend om niet te worden bevorderd, sneuvelde bij Heiligeneide (Donau).
- Dr. Inge von Bönninghausen (1938), journaliste, feministe, programmamaker bij de omroep

## Wapen

Wapen van Maximillianus Frederik Carel Frans von Bönninghausen, huis Tubbergen (1822). Dit wapen is gelijk aan dat van Frans Egon uit 1816, maar heeft op de helm een kroon van zeven parels.

Op een veld van blauw een zilveren snoek, die gedeeltelijk uit zilver water komt (variant: uit de rand van het schild komt). Tegen het einde van de 16e eeuw kreeg de snoek een gouden kroon.
Betekenis: De kop van een snoek op het schild was in de Middeleeuwen een synoniem voor de Arma Christi. De heraldische benaming voor een snoek is luccio, wat gerelateerd is aan "lux", licht. Het helmteken bestond oorspronkelijk uit een vlucht, vervolgens werden het zeven pauwenveren, ontleend aan het wapen van voorouder Van Gelre. Eenmaal op Herinckhave (1723) werden die veranderd in zeven sterren en een aantal stralen (lux). Nadien werden die tot vijf sterren teruggebracht, hetgeen staat voor "tacui" (vertaald: ik heb gezwegen), wat als een grapje ook weer verband houdt met de snoek.

#### Registratie wapens 1816 en 1822
Bij Koninklijk Besluit (KB) van 24 februari 1816 werd Frans Egon Philippus Joannes (1789-1849), wonende op huis Herinkhave, benoemd in de Ridderschap van Overijssel waarbij hem het wapen met de volgende blazoenering werd verleend:
Onder een lucht, rechts roze, in het midden lichtblauw, links grijs, een kalm water, waarin de lucht zich weerspiegelt en waaruit schuin oprijst een snoek van natuurlijke kleur, gekroond met een kroon van drie bladeren. Een aanziende helm; geen wrong; dekkleden blauw en zilver; helmteken een schildje volgens het schild, waarvan vier gouden zonnestralen uitgaan, twee horizontaal en de beide andere schuin, afgewisseld met vijf gouden sterren.
Bij KB van 14 juni 1822 werd Maximillianus Frederik Carel Frans (1793-1822), wonende op huis Tubbergen, ingelijfd in de Nederlandse adel waarbij hem hetzelfde wapen werd verleend als in 1816 aan zijn jongere broer, echter met toevoeging:
maar op de helm een kroon met zeven parels.